# Hamars stift
Hamars stift (bokmål och nynorsk Hamar bispedømme) är ett stift inom Norska kyrkan som omfattar Innlandet fylke samt en mindre del av Akershus fylke (Lunners kommun). Ole Kristian Bonden är biskop sedan 1 november 2006. Stiftet omfattar 47 kyrkliga samfälligheter (norska: kirkelige fellesråd) och 163 församlingar (socknar, norska: sokn eller sogn), fördelade på tio kontrakt (prosterier, norska: prostier).

## Historia

### 1100-talet – 1500-talet: Medeltiden
Hamars stift upprättades ursprungligen 1153, i samband med att Norge blev en egen kyrkoprovins under ärkebiskopen i Nidaros. Stiftet var det femte i Norge, och inrättades av kardinal Nikolaus Breakspere, påvlig legat, under dennes resor i Norge och Sverige. Vid återkomsten till Rom 1154 valdes Breakspere till påve, under namnet Hadrianus IV.
Kardinal Breakspere lät viga en annan engelsman, Arnald, till den förste biskopen av Hamar. Arnald påbörjade bygget av Hammers domkirke, omtalad som en av de vackraste och största medeltida kyrkorna i Norge, byggd i romansk rundbågestil.
Stiftet omfattade från början i stort sett samma geografiska område som i dag, med tillägg av delar av Buskerud och Telemark fylken och med undantag av Valdres, Hallingdal, Solør och de övre bygderna i Østerdalen.

### 1500-talet: Reformation och avveckling som självständigt stift
Från Kalmarunionen 1397 var Norge i personalunion med Danmark eller under dansk överhöghet. Reformationen skedde därför samtidigt i Danmark och Norge, med början på 1530-talet. Formellt skedde brottet med Romersk-katolska kyrkan 1537 efter att den lutherskt troende hertig Christian gått segrande ur Grevefejden och blivit kung Christian III av Danmark och Norge. 
Hamars stift drogs in under Oslo 1536, och biskop Mogens skickades som fånge till Danmark, där han avled 1542. Fram till 1864 löd församlingarna i området under biskopen av Oslo. Domkyrkan ödelades av svensk militär 1567 under Nordiska sjuårskriget. Det blev en slutpunkt för det medeltida Hamars storhetstid.

### 1800-talet: Självständigt stift igen
Först efter att Hamar fått stadsrättigheter 1849 började det bli dags att återupprätta stiftet, och från 1864 fanns på nytt en biskop på plats i Hamar. Vang kyrka blev biskopssäte de första två åren, fram till dess att Hamar nya domkyrka stod färdig. Den förste protestantiske biskopen av Hamar blev en präst från Telemark, Halvor Folkestad.

### 1900-talets första hälft: Andra världskriget
Norska kyrkan var sedan reformationen en del av staten. Under Andra världskriget fick det förhållandet en ny betydelse, när den tyska nazistiska ockupationsmakten påverkade kyrkans ansvarsområden allt mer. Den 24 februari 1942 lade biskoparna, och däribland Henrik Hille av Hamar, ned sina ämbeten, för att inte stå i nazisternas tjänst. Med början på påskdagen den 5 april samma år, kom de under närmaste månaderna 797 av 858 tjänstgörande norska präster att lägga ned sina ämbeten.
Efter att ha brutit med statsförvaltningen beslutade biskoparna den 20 juli 1942 att utse en tillfällig kyrkoledning, oberoende av de tyska ockupanterna och deras norska samarbetspartner Nasjonal Samling (NS). Eivind Berggrav, biskop i Oslo och preses i biskopsmötet, blev tillsammans med biskop Henrik av Hamar, ytterligare en biskop och tre lekmannarepresentanter den första tillfälliga kyrkoledningen, men gruppens sammansättning kom att förändras över tiden i takt med att ledamöterna förvisades eller fängslades av nazisterna. Från maj 1943 övergick kyrkoledningen därför till att vara en underjordisk motståndsorganisation. Biskop Henrik med familj blev så småningom förvisad från Hamar stift, och återkom till ämbetet och biskopsgården först 12 maj 1945 efter krigsslutet.
Hamar stift hade en viktig roll i motståndet. Den 2 juli 1944 ordnades en hemlig prästvigning i Helgøya kapell i Ringsaker i stiftet. Bakgrunden var att många församlingar saknade präster, inte minst till följd av att präster förvisats från sina hemorter. I Lillehammer bodde exempelvis 20 präster och 3 biskopar som blivit arresterade och förvisade dit. Wollert Krohn-Hansen, biskop i Hålogaland stift, var sedan 1943 förvisad till Helgøya.
Under täckmantel av Den norske sjømannsmisjons kretsstämma kunde ett större antal präster och 18 ordinander samlas på Helgøya. Kretsstämman med tillhörande gudstjänst genomfördes under dagen. På kvällen hölls en ny gudstjänst, denna gång utan andra deltagare än biskopen, hans medhjälpare och ordinanderna. Prästvigningen i Hamar stift var den enda av sitt slag under kriget, och förklarades kyrkorättsligt giltig av regeringen efter att kriget tagit slut.
Helgøya fortsatte att spela en viktig roll för Norska kyrkan under kriget. Under sommaren och hösten 1944 fortsatte myndigheterna att förvisa präster till Lillehammer. I december 1944 skickades totalt 48 präster, två domprostar och fyra biskopar, flera av dem med familj, vidare till Helgøya, där de vistades till krigsslutet.

### 1900-talets andra hälft: Ett liberalt fäste?
Hamar stift framhåller särskilt tre händelser i stiftet under 1900-talet som haft stor betydelse för Norska kyrkans utveckling:
- Prästvigningen av den första kvinnan i Norska kyrkan, när biskop Kristian Schjelderup av Hamar den 19 mars 1961 lät viga Ingrid Bjerkås i Vang kyrka.[3]
- Biskopsvigningen av den första kvinnan i de lutherska kyrkorna i Norden, när preses i biskopsmötet Andreas Aarflot den 20 maj 1993 lät viga Rosemarie Köhn som biskop av Hamar.[8]
- Biskop Rosemarie Köhns beslut att det är förenligt att inneha ämbete som präst i Norska kyrkan och leva i partnerskap med en person av samma kön, den 1 februari 1999.[9]

Detta fåtal viktiga händelser har gett Hamar karaktären av ett liberalt fäste i Norska kyrkan. Historieförfattare konstaterar dock att det handlar om viktiga men enskilda händelser, och att det sedan 1864 även funnits starkt konservativa biskopar i stiftet. Att Hamar skulle vara ett liberalt fäste är därför inte helt rättvisande, även om stiftet haft en stor betydelse för kyrkans moderna utveckling.

## Organisation

Karta över kontrakt (prosterier) i Hamars stift.

Stiftet leds av biskopen och bispedømerådet (ungefär stiftsstyrelsen), och är sedan 2025 indelat i nio kontrakt (prosterier, norska: prostier) som var och en leds av en prost. Totalt finns 163 församlingar (socknar, norska: sokn eller sogn) i stiftet.
De nio kontrakten är:
- Hamars domprosteri
- Hadeland og Lands prosteri
- Nord-Østerdals prosteri
- Nord-Gudbrandsdals prosteri
- Solør, Vinger og Odals prosteri
- Sør-Østerdals prosteri
- Sør-Gudbrandsdals prosteri
- Totens prosteri
- Valdres prosteri

Den 1 januari 2025 gick Ringsakers prosteri upp i Hamars domprosteri.

## Biskopar

### Katolska biskopar
1. Arnald, 1152-?
2. Orm, ?-?
3. Ragnar, ?-1188/89
4. Tord, 1189/90-96
5. Ivar Skjalg, 1196/97-1221
6. Hallvard, 1221-31
7. Pål, 1232-51
8. Peter, O.P., 1253-60
9. Gilbert, 1260/63-76
10. Torfinn av Hamar, 1278-85
11. Jørund, 1286-87
12. Torstein, 1288-1304
13. Ingjard, 1305-15
14. Bottolf, 1315-20
15. Halvard, 1320-49
16. Olaf, 1349-50
17. Håvard, 1351-63
18. Magnus Slangestorp, O.P., 1364-80
19. Olaf, 1381
20. Sigurd, 1383-1418/19
21. Annbjørn Sunnulvson, 1420-30
22. Peder Boson, 1433-40
23. Gunnar Thorgardsson, 1442-71
24. Karl Sigurdsson Skaktavl, 1476-87
25. Herman Trulsson, 1488-1503
26. Karl Jensson Skonk, 1504-12
27. Mons (Mogens) Lauritsen 1513-37

### Protestantiska biskopar
Sedan stiftet återupprättades 1864 har det haft följande biskopslängd:
1. Halvor Folkestad, 1864–1887
2. Arnoldus Hille, 1887–1906, far till Henrik Hille, farfar till Georg Hille
3. Christen Brun, 1906–1917
4. Otto Jensen, 1917–1918
5. Gustav Johan Fredrik Dietrichson, 1918–1922
6. Mikkel Bjønness-Jacobsen, 1922–1934
7. Henrik Hille, 1934–1947, son till Arnoldus Hille, far till Georg Hille
8. Kristian Schjelderup, 1947–1964
9. Alexander Johnson, 1964–1974
10. Georg Hille, 1974–1993, son till Henrik Hille, sonson till Arnoldus Hille
11. Rosemarie Köhn, 1993–2006
12. Solveig Fiske, 2006–2022
13. Ole Kristian Bonden, 2023– (nuvarande)